# Mutatio libelli
Mutatio libelli é uma expressão em latim empregada no Direito para os casos de aditamento da peça acusatória, ou seja, a mudança dos fatos narrados inicialmente em virtude de novos elementos conhecidos durante a instrução processual.
Como exemplo ilustrativo, uma denúncia inicial de crime de furto que durante a instrução processual se constata que o agente empregou violência ou grave ameaça, daí, mudando os fatos inicialmente narrados na denúncia e a tipificação criminosa de furto passa a ser de roubo, portanto, sendo necessária a mudança da denúncia, e sendo assim ocorre o evento da mutatio libelli.

## No Brasil
No artigo 384 do Código de Processo Penal: "Encerrada a instrução probatória, se entender cabível nova definição jurídica do fato, em consequência de prova existente nos autos de elemento ou circunstância da infração penal não contida na acusação, o Ministério Público deverá aditar a denúncia ou queixa, no prazo de 5 (cinco) dias, se em virtude desta houver sido instaurado o processo em crime de ação pública, reduzindo-se a termo o aditamento, quando feito oralmente".
Cabe resaltar que conforme a Súmula 453 do STF (Supremo Tribunal Federal) não se aplica mutatio libelli em segunda instância.